# Claudia Krüger (Ruderin)
Claudia Krüger ist eine ehemalige deutsche Ruderin.

## Leben
Sie ruderte beim SC Berlin/Potsdamer RG. Krüger erzielte mit Kerstin Köppen, Sybille Schmidt und Jana Sorgers-Rau die Goldmedaille im Doppelvierer der Ruder-Weltmeisterschaft 1991. Das Boot wurde im selben Jahr auch Deutscher Meister. 1990 war sie bei den letzten Meisterschaften der DDR im Doppelzweier zusammen mit Kerstin Köppen im Boot Potsdamer RG II Dritte geworden. 1988 war sie Dritte im Einer.